# Kerstin Lundell
Kerstin Lundell, född 1959, är en svensk journalist och författare. 
Lundells första bok Affärer i blod och olja, en kritisk granskning av företaget Lundin Petroleum, gavs ut 2010. Hon hade då sedan fem år varit anställd på tidningen Process Nordic, som skriver om processindustrin. För boken belönades hon med Guldspaden med motiveringen "För att med mod, envishet och öppet redovisat engagemang ha granskat ett svenskt företags tvivelaktiga oljeaffärer i Afrika med kopplingar till Sveriges utrikesminister". Hennes andra bok, Det svarta blodet, utkom 2013. Även i denna granskar hon oljebranschen.